# St Peter's School, York
St Peter's School är en privat- och internatskola som ligger i York, North Yorkshire i England, i närheten av floden Ouse. Skolan grundades av Paulinus av York år 627. Det är den tredje äldsta skolan i Storbritannien och en del av York Boarding Schools Group. Historiskt sett har detta varit en skola enbart för pojkar och de första flickorna, sju till antalet, antogs först till St Peter's år 1976. 1987 blev skolan en fullständig samskola.

## Rektorer
- 627–633: Diakonen James
- 633–648: Skolan var stängd under dessa år
- Cirka 750: Flaccus Albinus Alcuinus
- 767–780: Æthelbert av York
- 1565–1574: John Fletcher[4]
- 1575–1590: John Pulleyn[4]
- 1590–1595: John Bayles[4]
- 1844–1864: William Hey
- 1864–1872: Richard Elwyn
- 1900–1912: Edward Cunliffe Owen
- 1913–1936: Stanley Toyne
- 1937–1967: John Dronfield
- 1967–1979: Peter Gardiner
- 1979–1984: Peter Hughes
- 1984–1985: David Cummin (endast under interregnum)
- 1989–1995: Robin Pittman
- 1995–2004: Andrew Trotman
- 2004–2009: Richard Smyth
- 2010–nutid: Leo Winkley

## Kända tidigare elever
- John Barry, kompositör
- James Clappison, parlamentsledamot
- Henry Dodwell, filolog och kyrklig skriftställare
- Guy Fawkes, konspiratör
- Edward Oldcorne, jesuitisk präst
- C. Northcote Parkinson, historiker och författare
- Mark Simpson, journalist
- Oswald Tesimond, jesuitisk präst
- James Thompson, racerförare
- Greg Wise, skådespelare
- John och Christopher Wright, konspiratörer